# Le Nouvelliste
Le Nouvelliste è un quotidiano haitiano fondato a Port-au-Prince nel 1898.

## Storia
Il quotidiano fu fondato il 2 maggio 1898 da Guillaume Chéraquitcon il nome di Le Matin. Assunse la denominazione attuale quindici mesi dopo la fondazione. È il più antico quotidiano del paese e il più antico quotidiano in lingua francese del continente americano.